# Chaim Ickovits
Chaim Ickovits noto come Chaim di Volozhin, anche Chaim ben Yitzchok di Volozhin (Voblasc' di Minsk, 21 gennaio 1749 – 14 giugno 1821), rabbino ortodosso, talmudista ed eticista rinomato, popolarmente noto come il "Reb Chaim Volozhiner" o semplicemente "Reb Chaim".
Nato a Volozhin (ora Vałožyn o Valozhyn, nel Voblasc' di Minsk) quando faceva parte del Commonwealth polacco-lituano, morì quando la regione era sotto il controllo dell'Impero russo; fa attualmente parte della Bielorussia.
Chaim fu allievo e discepolo del Gaon di Vilna e usò il suo metodo di studio delle Sacre Scritture. Fondò la Yeshivah di Volozhin nel 1803, che divenne famosa in tutta la Lituania come centro ebraico di studi: iniziò con dieci studenti, giovani residenti del posto, che Chaim manteneva di propria tasca, vendendo oggetti preziosi di proprietà della moglie in modo da finanziare la scuola. La fama di questa si sparse ovunque e gli studenti aumentarono notevolmente, necessitando ulteriori contributi dalle varie comunità ebraiche, che risposero all'appello con generosità.
Chaim continuò ad insegnare il metodo di studio del Gaon di Vilna, con una penetrante analisi del testo talmudico, cercando di interpretare l'intento e il significato degli scritti dei Rishonim - saggi commentatori del primo millennio e.v.  Altre yeshivot lituane seguirono i dettami interpretativi di Chaim, che si diffusero anche in Russia e Polonia.

## Opere
La sua opera principale è Nefesh Ha-Chaim ("Anima della Vita") Contrariamente a quanto si credeva popolarmente, questa opera non tratta esclusivamente della difficile comprensione della Natura Divina, ma anche con i segreti della preghiera e l'importanza della Torah, con lo scopo di "inculcare il timore di Dio, la Torah, e il culto puro nei cuori dei giusti che cercano le vie del Signore". Presenta una weltanschauung cabalistica chiara ed ordinata, che esamina molte delle stesse questioni presenti nei testi chassidici dell'epoca. Inoltre, Chaim scrisse Ruach Chaim, un commentario del Pirkei Avoth. Entrambi i titoli giocano sul suo nome, "Chaim" (che in ebraico חַיִּים - significa "vita"). Quindi per esempio, l'opera "Spirito di Vita" può esser tradotta anche con "Spirito di Chaim" o "Anima di Chaim".
Molti dei suoi Responsa su materie halakhiche furono distrutti nell'incendio locale del 1815.